# Barnard (Missouri)
Barnard és una població dels Estats Units a l'estat de Missouri. Segons el cens del 2000 tenia 257 habitants.

## Demografia
Segons el cens del 2000, Barnard tenia 257 habitants, 104 habitatges, i 65 famílies. La densitat de població era de 620,2 habitants per km².
Dels 104 habitatges en un 30,8% hi vivien nens de menys de 18 anys, en un 56,7% hi vivien parelles casades, en un 4,8% dones solteres, i en un 37,5% no eren unitats familiars. En el 34,6% dels habitatges hi vivien persones soles el 18,3% de les quals corresponia a persones de 65 anys o més que vivien soles. El nombre mitjà de persones vivint en cada habitatge era de 2,47 i el nombre mitjà de persones que vivien en cada família era de 3,23.
Per edats la població es repartia de la següent manera: un 29,6% tenia menys de 18 anys, un 4,3% entre 18 i 24, un 26,5% entre 25 i 44, un 22,6% de 45 a 60 i un 17,1% 65 anys o més.
L'edat mediana era de 36 anys. Per cada 100 dones de 18 o més anys hi havia 88,5 homes.
La renda mediana per habitatge era de 35.000 $ i la renda mediana per família de 39.750 $. Els homes tenien una renda mediana de 30.000 $ mentre que les dones 19.000 $. La renda per capita de la població era de 16.868 $. Entorn de l'1,6% de les famílies i el 10,9% de la població estaven per davall del llindar de pobresa.

## Poblacions més properes
El següent diagrama mostra les poblacions més properes.